# 多脉瓜馥木
多脉瓜馥木（学名：Fissistigma balansae）是番荔枝科瓜馥木属的植物。分布在越南以及中国大陆的云南等地，生长于海拔800米至1,200米的地区，多生于山地林中，目前尚未由人工引种栽培。